# Antin Mohylnycki
Antin Mohylnycki herbu Lubicz (ur. 3 marca 1811 w Podhorkach w pow. kałuskim, zm. 13 sierpnia 1873 w Porohach, w pow. bohorodczańskim) – ksiądz greckokatolicki, ukraiński poeta i działacz społeczny, poseł na Sejm Krajowy Galicji i do austriackiej Rady Państwa.

## Życiorys
Uczył się w gimnazjach w Stanisławie, Lwowie, Czerniowcach i Budapeszcie - gdzie uzyskał maturę. Studiował filozofię na uniwersytecie we Lwowie a od 1872 w Budapeszcie. Ukończył greckokatolickie seminarium duchowne we Lwowie (1840), w 1841 uzyskał święcenia kapłańskie. Był administratorem parafii w Hutarze w pow. stryjskim (1841–1844), w Zborze, pow. kałuski (1845) i Komarowie w pow. stanisławowskim (1846-1858). Proboszcz parafii w  Babczach (1859–1873) a w latach 1859–1864 administrator dekanatu Bohorodczany. W Komarowie założył szkołę parafialną w której sam nauczał. Jednocześnie pracował jako prywatny nauczyciel.  
Poseł do Sejmu Krajowego Galicji I kadencji (wybrany z IV kurii obwodu Stanisławów, w okręgu wyborczym nr 29 Bohorodczany-Sołotwina), Poseł do austriackiej Rady Państwa I kadencji (2 maja 1861 – 20 września 1865), wybrany przez Sejm w kurii XV – jako delegat z grona posłów wiejskich okręgów: Stanisławów, Bohorodczany, Monasterzyska, Nadworna i Tyśmienica.  Wraz z biskupem Spirydionem Litwinowiczem byli zwolennikiem walki o zrównanie praw narodu ukraińskiego z innymi narodami monarchii austriackiej. W 1867 wycofał się z działalności politycznej. 
Publikować zaczął w 1838, przyłączając się do działalności Ruskiej Trójcy. Główną ideą jego twórczości poetyckiej i publicystycznej była walka o język ojczysty i oświatę ludu ruskiego. Tworzył w stylu romantyzmu.  Był autorem artykułów popierających rozwój języka ukraińskiego (Uczenym człenam Ruskoji Matyci, Ridna mowa), oraz utworów poetycznych (ballada Rusyn wojak, poemat Skyt Maniawśkyj). Popularność literacką zyskał dzięki temu ostatniemu poematowi  (część pierwsza ukazała się w 1849 r. , ostatnia w 1852 r. ), opartym na ustnych podaniach ludowych. Pisał w jazycziu. 

## Rodzina
Urodził się w rodzinie greckokatolickiego księdza, proboszcza w Podhorkach – Andrija. Żonaty z Anną z Sobolewskich, mieli pięciu synów i córkę.

## Literatura
- Могильницький Антін (1811 — 73), Енциклопедія українознавства, Lwów 1993, t. 5, s. 1633
- J. Kozik, Mohyľnyčkyj (Mogilnicki, Mogielnicki), Antin Ljubyč (1811-1873), Seelsorger, Schriftsteller und Politiker, Österreichisches Biographisches Lexikon 1815-1950, Bd. 6 (Lfg. 29, 1975), S. 345f  ÖBL - wersja elektroniczna